# Kanton Saintonge Estuaire
Saintonge Estuaire is een kanton van het Franse departement Charente-Maritime. Het kanton maakt deel uit van de arrondissementen Saintes en Rochefort 
In 2019 telde het 20.703 inwoners.

Het kanton werd gevormd ingevolge het decreet van 27 februari 2014 met uitwerking op 22 maart 2015, met Meschers-sur-Gironde als hoofdplaats.

## Gemeenten
Het kanton omvatte bij zijn vorming 24 gemeenten, afkomstig van de opgeheven kantons Cozes en Gémozac.
Op 1 januari 2018 werd de gemeente Saint-Romain-sur-Gironde toegevoegd aan de gemeente Floirac, die daardoor het statuut van (commune nouvelle) kreeg.
Sindsdien omvat het kanton volgende 23 gemeenten:
- Arces
- Barzan
- Boutenac-Touvent
- Brie-sous-Mortagne
- Chenac-Saint-Seurin-d'Uzet
- Cozes
- Cravans
- Épargnes
- Floirac
- Gémozac
- Grézac
- Jazennes
- Meschers-sur-Gironde
- Meursac
- Montpellier-de-Médillan
- Mortagne-sur-Gironde
- Saint-André-de-Lidon
- Saint-Simon-de-Pellouaille
- Talmont-sur-Gironde
- Tanzac
- Thaims
- Villars-en-Pons
- Virollet